# ピアノソナタ第3番 (シューベルト)
ピアノソナタ第3番 ホ長調 D 459 は、フランツ・シューベルトが1816年8月に作曲したピアノソナタ。作曲者の死後1843年に出版された。

## 概要
シューベルトの兄フェルディナントが「5つのピアノ曲（Fünf Klavierstücke）」として出版者に紹介しており、1843年に出版された際にも「5つのピアノ曲」として出版された。オットー・エーリッヒ・ドイッチュによるシューベルト年代順作品表題目録の初版では、5楽章全部がD 459として分類されていたが、シューベルト自身が「ソナタ」と記していたのは前の2楽章のみであるため、後の3楽章をD 459として分類するべきか否か議論がなされており、第2版からは第1、2楽章のみをD 459とし、第3楽章以降の3曲を「3つのピアノ曲 D 459a（Drei Klavierstücke）」として別に扱われている。

## 曲の構成
全2楽章、または全5楽章。
- 第1楽章 アレグロ・モデラート
ホ長調、4分の4拍子、ソナタ形式。
冒頭はホ長調の主和音。 展開部は簡単に済ませているが、再現部では下属調のイ長調で主題を登場させている。なお通常のソナタ形式では再現部で原調どおり主題を表す慣例になっていた。

- 第2楽章 アレグロ
ホ長調、4分の3拍子、三部形式。
冒頭はユニゾンの主題。右手のオクターブ奏法が特徴的。

- 第3楽章（D 459a-1）アダージョ
ハ長調、8分の3拍子、小ソナタ形式。
緩やかな歌謡風の楽章。

- 第4楽章（D 459a-2）スケルツォ・コン・トリオ：アレグロ
イ長調、4分の3拍子。
中間部（トリオ）はニ長調。

- 第5楽章（D 459a-3）アレグロ・パテーティコ
ホ長調、4分の4拍子。